# Vrsta
Vrsta falu Bosznia-Hercegovinában, Bihács községben, a Bosznia-hercegovinai Föderáció Una-Szanai kantonjában. 

## Fekvése
Bihács központjától légvonalban 9, közúton 11 km-re északra fekszik.

## Népessége
| Nemzetiségi csoport | Népesség 1991 | Népesség 2013 |
| ------------------- | ------------- | ------------- |
| Szerb               | 43            | 0             |
| Bosnyák             | 603           | 451           |
| Horvát              | 0             | 0             |
| Jugoszláv           | 0             | 0             |
| Egyéb               | 15            | 7             |
| Összesen            | 661           | 458           |